# 第23回全国大学サッカー選手権大会
第23回全国大学サッカー選手権大会は1974年11月2日から12月1日にかけて開催された全日本大学サッカー選手権大会である。早稲田大学が3年連続5回目の優勝を果たした。

## 概要
9地域の代表16校が参加した。

### 大会日程
- 1974年11月27日 - 1回戦
- 1974年11月28日 - 準々決勝
- 1974年11月29日 - 準決勝
- 1974年11月30日 - 三位決定戦
- 1974年12月1日 - 決勝

### 開催競技場
- 西が丘サッカー場（1回戦・準々決勝・準決勝・決勝）
- 大宮サッカー場（1回戦・準々決勝）
- 藤沢運動場（1回戦）
- 駒場サッカー場（1回戦）

## 出場大学
- 札幌大学（北海道代表・7年連続7回目）
- 仙台大学（東北代表・3年ぶり2回目）
- 中央大学（関東第1代表・4年連続6回目）
- 法政大学（関東第2代表・3年連続6回目）
- 早稲田大学（関東第3代表・5年連続8回目）
- 東京農業大学（関東第4代表・初[1]）
- 日本体育大学（関東第5代表・3年連続3回目）
- 金沢大学（北信越代表・3年連続4回目）
- 中京大学（東海代表・3年連続8回目）
- 大阪経済大学（関西第1代表・3年ぶり4回目）
- 大阪商業大学（関西第2代表・3年連続7回目）
- 大阪体育大学（関西第3代表・初）
- 広島大学福山校（中国代表・初）
- 愛媛大学（四国代表・2年ぶり5回目）
- 九州産業大学（九州代表・9年連続9回目）
- 福岡大学（九州代表・6年連続6回目）

## 試合日程・結果

### 1回戦
| 1974年11月27日 |

| 中央大学 | 4 - 0 | 仙台大学 |
|          |       |          |

| 西が丘サッカー場 |

| 1974年11月27日 |

| 九州産業大学 | 1 - 4 | 日本体育大学 |
|              |       |              |

| 西が丘サッカー場 |

| 1974年11月27日 |

| 東京農業大学 | 4 - 0 | 金沢大学 |
|              |       |          |

| 藤沢運動場 |

| 1974年11月27日 |

| 広島大学福山校 | 1 - 3 | 大阪商業大学 |
|                |       |              |

| 藤沢運動場 |

| 1974年11月27日 |

| 大阪経済大学 | 0 - 2 延長 | 中京大学 |
|              |            |          |

| 大宮サッカー場 |

| 1974年11月27日 |

| 早稲田大学 | 6 - 0 | 愛媛大学 |
|            |       |          |

| 大宮サッカー場 |

| 1974年11月27日 |

| 大阪体育大学 | 3 - 0 | 福岡大学 |
|              |       |          |

| 駒場サッカー場 |

| 1974年11月27日 |

| 法政大学 | 0 - 0 延長 (PK 5-6) | 札幌大学 |
|          |                     |          |

| 駒場サッカー場 |

### 準々決勝
| 1974年11月28日 |

| 中央大学 | 1 - 1 延長 (PK 4-1) | 日本体育大学 |
|          |                     |              |

| 西が丘サッカー場 |

| 1974年11月28日 |

| 東京農業大学 | 1 - 2 | 大阪商業大学 |
|              |       |              |

| 西が丘サッカー場 |

| 1974年11月28日 |

| 中京大学 | 0 - 3 | 早稲田大学 |
|          |       |            |

| 大宮サッカー場 |

| 1974年11月28日 |

| 大阪体育大学 | 3 - 2 延長 | 札幌大学 |
|              |            |          |

| 大宮サッカー場 |

### 準決勝
| 1974年11月29日 |

| 中央大学 | 0 - 2 延長 | 大阪商業大学        |
|          |            | 塩田 延前8分 · 加藤 |

| 西が丘サッカー場 |

| 1974年11月29日 |

| 早稲田大学                            | 3 - 0 | 大阪体育大学 |
| 得点者不明 · 碓井 後16分 · 得点者不明 |       |              |

| 西が丘サッカー場 |

### 三位決定戦
| 1974年11月30日 |

| 中央大学 | 0 - 3 | 大阪体育大学 |
|          |       |              |

| 西が丘サッカー場 |

### 決勝
| 1974年12月1日 |

| 大阪商業大学 | 0 - 2 | 早稲田大学                           |
|              |       | 川本 前8分 · 得点者不明 後2分 (pen.) |

| 西が丘サッカー場 |

## 最終結果
| 第23回全国大学サッカー選手権大会 優勝チーム |
| ------------------------------------------- |
| 早稲田大学 3年連続5回目                     |

## 主な出場選手
- 祖母井秀隆（大阪体育大学）
- 西野朗（早稲田大学）
- 今井敏明（早稲田大学）
- 碓井博行（早稲田大学）